# Ленц, Фредерик
Фредерик Филипп Ленц Третий (англ. Frederick Philip Lenz, III, 9 февраля 1950 года, Сан-Диего, Калифорния — 12 апреля 1998 года), также известный как Рама и Атмананда — духовный наставник, основатель т. н. «американского буддизма» — религиозно-синкретической смеси тибетского буддизма, дзэна, веданты и мистицизма. Ленц также был автором книг, разработчиком программного обеспечения, предпринимателем и музыкальным продюсером.

## Краткое изложение жизненных взглядов
Основная цель его деятельности, согласно собственным заявлениям, заключалась в способствовании обретению просветлённого состояния всеми заинтересованными в этом людьми. Его учение основывалось на древних практиках, вложенных в современную упаковку. Ученики считали его строгим и требовательным наставником, сравнивая с Марпой и Падмасамбхавой — учителями тибетского буддизма. По словам последователей, у Ленца не было чётко установленных правил, кроме таких как: медитировать, жить в почтении ко всему живому и в уважении к людям, а также преобразовывать блага просветления в успешную жизнь, определяемую им как жизнь в одиночестве, радости, единстве с верой, и богатстве .
Личность Ленца вызывает противоречивые отзывы. Его поведение служило причиной критики, высказываемой со стороны представителей антикультового движения. Тем не менее, его учение привлекало тысячи людей по всему миру.
Однако самой острой критике Ленц подвергся не со стороны антикультового движения, а от представителей ближайшего окружения, которые являлись главными распространителями его идей. Эти люди заявляют, что были напуганы его обостряющимся агрессивным поведением. И сторонники, и разоблачители Ленца, особенно те, кто знали его в начале карьеры, соглашаются с тем, что он был многогранным, ярким харизматическим лидером, пытающимся нести гармонию и сострадание, но сам столкнулся с проблемами гармонии и сострадания. Злоупотребление обезболивающими и прочими медицинскими препаратами привели его к самоубийству .

## Биография

### Детство и юность
Ленц родился 9 февраля 1950 года в Сан-Диего, штат Калифорния. У него был старший брат и сестра. Когда Фредерику было три года, семья вместе с ним переехала в Стэмфорд (штат Коннектикут). Там, посещая стемфордские школы, он провел свои детские и подростковые годы.
Отец Ленца, Фредерик Ленц Младший, работал менеджером по продажам в рекламных отделах различных американских журналов, а в 1971 году учредил в Стэмфорде журнал, посвященный страховой деятельности. В 1973 году он был избран на пост мера Стэмфорда и занимал эту должность до 1975 года. Мать Фредерика Ленца, Дороти Ленц, была домохозяйкой. Она изучала астрологию, страдала алкоголизмом и склонностью к самоубийству. Дороти Ленц умерла, когда Фредерику исполнилось 14 лет. Официальная версия: смерть наступила в результате чрезмерного повышения уровня сахара и холестерина в крови. Фредерик, на протяжении следующих лет, жил то с отцом, то с тётей и дядей, то с дедушкой и бабушкой.
Подростком, он часто заявлял, что испытывает отвращение к жизни и серьёзно задумывается о том, чтобы покинуть этот мир иллюзий. В своём видео «How to be a Straight-A Student», Ленг говорит, что его форма протеста, присущая большинству подростков, являлась саморазрушительной. Он также утверждает, что существует более разумная форма протеста против скучной и серой жизни. Эта форма заключается в тяжёлом труде, энтузиазме, любознательности и постоянном прогрессе. По окончании школы он, согласно изданию The Hartford Courant, «провёл короткий период времени в исправительно-трудовом лагере, расположенном возле Сан-Диего, куда он попал за торговлю наркотиками». Издание Psychology Today сообщает, что «Ленц был арестован за торговлю марихуаной и приговорён к одному году исправительных работ». В лагере Фредерик Ленц Третий познакомился с трудами индийского гуру Шри Чинмоя.

### Образование
Ленц окончил школу в 1967 году. Затем он посещал Университет Коннектикута, где изучал английскую литературу, а также философию. Будучи студентом, он подрабатывал на предприятии по производству музыкальных инструментов.
После окончания колледжа он продолжил учёбу в Государственном университете штата Нью-Йорк в Стоуни-Брук, где получил степени магистра искусств и доктора философии. Его докторская диссертация называлась «Эволюция материи и духа в поэзии Теодора Рётке» .
В состав аттестационной комиссии входили: Льюис Симпсон, Пол Долан и Джеральд Нельсон. Пол Долан сообщил, что на устном экзамене Ленц показал знания, которые можно оценить как «чуть выше, чем средние» .
Ленц говорил, что Джеральд Нельсон является одним из трёх человек, которые оказали в его жизни наибольшее влияние. Нельсон, на озвученные в СМИ обвинения в том, что Ленц является руководителем секты, отреагировал так: «Это то, что и следовало ожидать от человека, в детстве бывшим умным и чувствительным ребёнком из состоятельной семьи, с которым плохо обращались. Очевидно, Фреду нужна была помощь, но он зашёл настолько далеко, что был не в состоянии понять и принять это». Также Нельсон сообщает следующее: «Он всегда делился со мной своими идеями для новых книг и спрашивал: Как вы думаете — это будет продаваться? По моему мнению, он был аферистом, но я считал его бестолковым и безопасным» .

## Духовная эволюция
Ленц начал заниматься медитацией в 1968 году. На протяжении следующих нескольких лет он обучался медитации под руководством различных наставников. Согласно его книгам, впервые он достиг самадхи — высшего состояния духовной погружённости — в возрасте 19 лет .
В 1972 году он стал последователем индийского гуру Шри Чинмоя, который дал ему духовное имя Атмананда, что означает «тот, кто является счастьем в самом себе» . Через полгода Фред стал одним из лучших вербовщиков Чинмоя, так что последний доверил ему работу по рекрутированию новых сторонников движения по всей стране . В сентябре 1979 года он открыл в Сан-Диего филиал организации «Центр Шри Чинмоя». В 1981 году он порвал с Чинмоем, заявив при этом последователям, что «Негативные Силы и злые демоны завладели душой Шри Чинмоя, и он утратил просветление. Теперь божественная благодать во мне! Просветленный — это я!» Он прихватил с собой 50-100 учеников и основал группу под названием «Лакшми».
Ленц говорил своим ученикам: «Вам необходимо твёрдо стоять на ногах… Для того, чтобы жить в мире прекрасного, и медитативного уединения, вам необходима финансовая независимость». И ещё: "Моё учение значительным образом сводится к зарабатыванию денег  По его мнению, деньги являются показателем того, насколько успешно ученик усвоил доктрину и применяет её на практике, используя предоставленные учением привилегии . В течение первых лет своей деятельности он провёл тысячи бесплатных семинаров, познакомив множество людей с техникой медитации; часть из них стала его учениками.
К 1983 году он стал называть себя «Рама» вместо Атмананда, а в 1985 году он нарекает себя «Дзэн Мастер Рама». Рама — это имя одного из воплощений индийского бога Вишну. Согласно одним данным, Ленц действительно верил в то, что является Рамой (Вишну); согласно другим — подобные заявления следовало понимать как символические. Также он заявлял, что является одним из двенадцати истинно просветлённых людей, когда-либо живших на Земле . Список упомянутых просветлённых включал и его собаку Ваю.
Согласно заявлениям Ленца в прошлых своих жизнях он был:
- Мастером Дзэн, Киото, Япония 1531—1575
- Основателем Ордена Дзэн, Киото, Япония 1602—1671
- Основателем монастыря, Тибет 1725—1804
- Мастером Джнана-Йоги, Индия 1834—1905
- Тибетским ламой, Основателем Монашеского Ордена, Тибет 1912—1945

Ленц верил в реинкарнацию и в то, что, войдя в состояние глубокого самосознания, можно вспомнить прошлые жизни . Он заявлял, что помнит некоторые свои былые инкарнации, среди которых — первосвященник в Храме Света Атлантиды, и учитель/наставник в древней Индии, Египте, Японии и Тибете. Он часто говорил своим ученикам, что является реинкарнацией Томаса Мора (1478-1535) — автора книги Утопия .
Его студенты заявляют, что видели, как он демонстрировал чудеса левитации и телепортации, излучал свет из ладоней и превращался в старого бородатого азиата . Также он якобы лечил людей прикосновением к ним, контролировал погоду, поднимал людей, излучая поток света, и путешествовал в параллельных измерениях. Он сообщил своим последователям, что «владеет силой, которая создаёт и уничтожает вселенные», а те, «кто критикует его — погибнут под колёсами автомобиля или заболеют раком».
Он упоминал такие понятия как «отрицательные силы», «сущности» и использовал связанные с ними идеи. Некоторые разочарованные последователи говорят, что он позаимствовал всё это из работ Карлоса Кастанеды. Те ученики, которые поддерживают его, утверждают, что учение берёт начало не в книгах Кастанеды, а в буддийском ритуале Чод.
Известный американский психолог, консультант по выходу из деструктивных и тоталитарных сект Стивен Хассен пишет:

Фредерик Ленц («Рама») нередко приказывал последователям читать романы Стивена Кинга, а затем использовал эти пугающие истории, чтобы заставить адептов бояться потерять защиту от злых духов — защиту в лице самого Ленца. Он также имел обыкновение рекомендовать книги Карлоса Кастанеды, повествующие о злонамеренных существах и демонах, чтобы внушать членам своей группы потребность в
духовной «защите» лидера.
По словам Марка Лаксера, бывшего ученика Ленца, тот был согласен с концепцией «силы» из фантастической киносаги «Звёздные войны», и утверждал, что бывшие его ученики, а также критики и скептики «оказались на Тёмной Стороне» . Ленц также сообщил Лаксеру, что «Джордж Лукас — создатель Звёздных Войн — ошибся, заставив Люка Скайуокера досрочно прервать мистическое ученичество, и что зря он сделал Йоду геем» .
Наибольшее (в 1988 году) количество последователей Ленца, по разным оценкам, составляло от 400 до 1000 человек. В 1998 году он проводил бизнес-семинары, плата за участие в которых составляла от 500 до 5000 долларов США . Его сторонники отрицают обвинения в том, что Ленц был в первую очередь заинтересован в получении прибыли. Они руководствуются двумя аргументами: во-первых, он регулярно проводил бесплатно или же за умеренную плату занятия для начинающих; во-вторых, он отчислил сотни учеников, объясняя это тем, что, по его мнению, они не подходят для этого учения. Он заявлял, что приоритетными задачами учения является независимость, осознанность и сила.

## Основные положения учения
Учение Ленца базировалось на практических занятиях медитацией. Он обучал такой разновидности медитации, которая изначально была предназначена для достижения ощущения счастья, жизненного успеха и состояния «просветления». В процессе медитации, он рекомендовал использовать музыкальное сопровождение, в частности в исполнении таких групп как Tangerine Dream и, позднее, Zazen (продюсером последней являлся сам Ленц). Однажды он так сказал про медитацию:

Медитация — это путешествие; путешествие на иную сторону. Иная сторона — это то, что нельзя объяснить словами. Иная стороны — это загадочные миры, волшебные пространства света; место, где нет времени. Но вы — большинство из вас — можете там побывать .
Кроме медитативных практик, которые являлись ключевыми занятиями, он большое внимание уделял идеям карьерного роста, самоотверженности, занятию боевыми искусствами и прочим видам физической активности. Он полагал, что финансовая успешность позволит его ученикам медитировать более эффективно, создав буфер, защищающий их от т. н. «абразивных энергий мира».
Ленц рекомендовал заниматься боевыми искусствами, поскольку подобные занятия укрепляют тело.
Также особое внимание он уделял просветлению у женщин, заявляя при этом, что многие религиозные движения дискриминируют женщин, во многих случаях отрицая даже саму возможность их просветления.
Следующие цитаты взяты из публичных заявлений Ленца, сделанных им в 80-90-х гг.:

Просветление — суть бесконечная пустота. Это — пустота, заполненная ярчайшим светом, который проникает в каждую частицу вашего существа. Он и есть ваше существо. Нет смысла проводить границу между непосредственно вами и светом. Там нет вашего «я», но есть свет. Вот что такое просветление — совершенство без времени и границ .

Лишь чистое сердце, абсолютно чистое сердце может служить сосудом вечности. Ваше сердце должно быть абсолютно чистым. Вы должны жить в совершенстве, а всё иное не имеет никакого значения. Мыслям о себе самом не должно быть места во внутреннем мире; никакого апартеида, никакой дискриминации. Абсолютное смирение и чистота — вот тот путь, двигаясь по которому, вы можете подружиться с Богом. В противном случае вы будете слишком заняты, потакая своим желаниям .

Что есть «я»? Что лежит за пределами «я»? «Я» — это осознание восприятия. За пределами «я» осознание восприятия отсутствует. Непростая задачка. Единственный способ ответить на неё заключается в том, чтобы выйти за пределы восприятия и, тогда, конечно же, не будет вообще никакого ответа, потому что там нет и никакого восприятия — там есть лишь тишина .

## Музыкальное продюсирование
Ленц являлся продюсером рок-группы Zazen. Группа завоевала значительную симпатию у представителей той аудитории, среди предпочтений которой был нью-эйдж и электронная музыка. Музыкальные критики часто сравнивали Zazen с группой Tangerine Dream. За время своей деятельности, в течение 13-ти лет Zazen записали 21 альбом, многие из которых переиздавались. Также группа сняла несколько видеоклипов. Некоторые из альбомов Zazen были развлекательного характера в стиле нью-эйдж, но большинство альбомов (Enlightenment, Canyons of Light, Cayman Blue, Samurai и Samadhi) были записаны специально для занятий медитацией. Впрочем, существует мнение, что все альбомы, спродюсированные Ленцем, были предназначены для музыкального сопровождения медитативных практик. Подразумевалось, что учение Ленца передаётся и на невербальном уровне; подобная музыка была необходима для того, чтобы усваивать подобного рода материал.
Название группы Zazen позаимствовано из дзэн-буддизма; буквально оно (Дзадзэн) означает «сидячая медитация». Дзадзэн является ключевой концепцией дзэн-буддизма, и определяется как «достижение состояния отсутствия ума с целью пробуждения и реализации природы Будды», однако дзэн-буддисты используют дословный перевод.

## Разработка программного обеспечения
В последние годы жизни он сфокусировал внимание на компьютерной индустрии. Фактически, значительная часть его учеников в то время работали в области разработки программного обеспечения. Этому есть несколько объяснений. Во-первых, он считал, что разработка программного обеспечения — это способ сохранить острый ум. Для Ленца и его последователей, концентрация на работе стала своего рода медитативной практикой. Во-вторых, доходы программистов продолжали расти, что помогало его ученикам вести достойный образ жизни, внося, таким образом, свой вклад в продвижение учения Ленца.
Он управлял несколькими компаниями, занимающимися обучением базовых навыков предпринимательства и работе на компьютере. Ленц рекомендовал своим ученикам получать официальный сертификат об окончании компьютерных курсов или диплом института/колледжа о полученном образовании по специальности «компьютерные технологии».
Он рекомендовал своим ученикам пройти следующие три этапа компьютерной карьеры. Сначала ученики должны были выучить языки программирования, такие как C++, SQL, Visual Basic, Power Builder или Java. Затем они должны были найти себе место с полной занятостью, и проработать на нём около года. Он рассматривал работу с полной занятостью как обязательную составляющую первого шага, но поощрял к такой работе не всех учеников. Следующий шаг заключался в том, что ученики на протяжении двух лет занимались консультированием, при этом большое внимание уделялось заключению договоров на почасовую, постоянно растущую, оплату труда. На заключительном этапе ученикам следовало заниматься разработкой программного обеспечения, по возможности фокусируясь на аспектах создания искусственного интеллекта, и основывать собственные компании. Он планировал, что его ученики станут миллиардерами, руководствуясь указанным планом. Он и сам планировал стать миллиардером за счёт прибыли, получаемой от фирм, основанных его последователям.
Его ученики, следуя указанной программе, добились значительного успеха, хотя и не все его последователи стали мультимиллионерами. Многие его ученики, а также все те, кто следовали программе (независимо от её продолжительности), получили хорошие должности в сфере компьютерных технологий или заключили контракты на консультирование, благодаря чему значительно увеличили свои доходы. Уточнение: Не все ученики, следовавшие указанной программе (независимо от её продолжительности) получили хорошие должности в сфере компьютерных технологий или заключили контракты на консультирование или значительным образом увеличили свои доходы. В действительности, карьерного роста достигли те, кто продолжал использовать навыки, которым их обучил Ленц; хотя и выполнение упомянутой программы также было небесполезно. Некоторые его ученики добились успеха, занявшись разработкой программного обеспечения (следующий шаг плана). Некоторые ученики Ленца действительно стали мульмиллионерами, в частности — Уильям Арнтц (William Arntz) — один из продюсеров фильма What the Bleep Do We Know. Значительное внимание компьютерной индустрии привлекла попытка создания последователями Ленца искусственного интеллекта (Information Harvesting). В дальнейшем этот продукт стал использоваться в качестве основы при разработке программного обеспечения, предназначенного для прогнозирования курсов акций, результатов спортивных соревнований, розничных цен и т. д.
В 1994 году он, совместно со своими учениками, основал 4 крупные компании по разработке программного обеспечения. При этом он руководствовался принципом, который изложил пропагандист буддизма Michael Roach в своей книге под названием «The Diamond Cutter». Этот принцип заключался в следующем: буддистский монах может быть мудрецом внутри, но успешным американским предпринимателем — снаружи.
В 1995—1996 годах большинство его последователей трудились в сфере продаже продуктов программного обеспечения. Также в это время было создано и собственное, предоставляющее рабочие места, рекрутинговое агентство. В 1996 году Ленц шагнул в интернет, создав VayuWeb — веб-браузер, названный в честь его любимого шотландского терьера.
Также в 1996 году был создан довольно передовой по тем временам проект «Виртуальный Гринвич» — веб-экскурсия по городу Гринвич, штат Коннектикут.
К 1997 году Ленц, понимая, что для открытия интернет-компаний необходимы меньшие финансовые затраты, рекомендует своим ученикам основывать интернет-компании. Это привело к появлению сайта Funwomen.com — портала умеренно-порнографического содержания, на которых размещались фотографии некоторых учениц Ленца, позирующих в обнажённом виде .

## Критика и разногласия
Чем большего успеха Ленц добивался в качестве духовного наставника, тем больше его критиковали. Несмотря на то, что многие бывшие ученики Ленца отзываются о нём, как о полностью просветлённом учителе, в американских национальных печатных СМИ было опубликовано около тридцати статей, в которых бывшие последователи обвиняли Фредерика в том, что он является жестоким лидером тоталитарной секты.
Выдвинутые обвинения можно разделить на пять групп:
- сексуальные домогательства к своим ученицам,
- неоправданно высокая плата за участие в программах,
- ученикам приказывали рвать контакты с их семьями,
- при поступлении на работу ученики предоставляли ложную информацию,
- заявления о персональной ответственности Ленца за трагедии, произошедшие с его последователями.

Линия защиты Ленца и его последователей главным образом основывалась на том утверждении, что у него было множество последователей, и каждый из них жил абсолютно независимой жизнью, а любая многочисленная группа людей демонстрирует широкий диапазон человеческого поведения. Сторонники Ленца считают несправедливым перекладывать на него вину за персональные проблемы учеников. Они также полагают, что значительная часть негативной информации предаётся огласке с подачи немногочисленной группы родителей учеников и бывших последователей Ленца, объединившихся в организацию под названием LenzWatch. Его сторонники [безосновательно] заявляют, что число критикующих Ленца составляет очень незначительный процент (менее одного) от общего количества учеников и их родителей. Они также утверждают, что жалобы исходят от людей, которые «имеют личную заинтересованность».

### Частные случаи
Некоторые инциденты, произошедшие в 80-х гг. были преданы огласке.
В 1984 году 23-летний Дональд Коул (Donald Cole) совершил самоубийство. В предсмертной записке юноша выражал сожаление, что не в силах достичь уровня совершенства, требуемого от него учителем, и прощался: «Пока, Рама, ещё увидимся». Знакомые Дональда утверждают, что он пребывал в состоянии депрессии задолго до знакомства с Ленцем .
В 1989 году пропала без вести Бренда Кербер (Brenda Kerber). Она переехала из Сан-Франциско (где приняла учение Ленца) в Нью-Йорк, последовав туда за Ленцем. Также исчез и её Форд-«универсал». Бренда оставила все личные вещи, наличные деньги, банковские карты, чековую книжку, водительское удостоверение, кошелёк и даже личный дневник. Члены семьи Бренды полагают, что Ленц был причастен к её исчезновению, или же ему было про него что-то известно. Записи в дневнике свидетельствуют о вероятности приближающегося нервного срыва, вызванного её разочарованием в духовном развитии .
Некоторые бывшие последователи Ленца сообщают, что тот велел своим ученикам (особенно мужского пола) воздерживаться от сексуальных контактов. В то же время, он, пользуясь авторитетом духовного наставника, склонял своих учениц к сексу, а затем велел им хранить произошедшее в тайне.
Сообщения о сексуальной озабоченности Ленца проходили лейтмотивом через многие газетные материалы, посвящённые его персоне. В 1986 году Ленц заявил, что ему «необходимо спать с двумя-тремя женщинами одновременно». У одной женщины, по его словам, недостаточно «энергии» для того, чтобы возбудить его .
По сообщению издания Newsweek, 36-летняя женщина по имени Энни Иствуд (Anny Eastwood) заявила о том, что Ленц, угрожая заряженным пистолетом, принудил её к вступлению с ним в половой контакт. В ответ сторонники Ленца утверждают, что заявления Иствуд стоит расценивать не как свидетельство уголовного преступления, а как акт мести, направленный на Ленца, поскольку тот не вступил с нею в отношения, на которые она рассчитывала.
В 1993 году Марк Лаксер (Mark Laxer), ученик-любимчик Ленца, опубликовал свою книгу под названием «Take Me For A Ride; Coming Of Age In A Destructive Cult», в котором рассказывает об их знакомстве, длившемся с 1978 по 1985 год .

### Возражения
Сторонники Ленца утверждают, что он был преподавателем, проводившим свои семинары в академическом стиле. Они заявляют, что Ленц проповедовал идеи полной независимости, силы и целостности, и что он постоянно поощрял учеников, чтобы те выходили в мир и самостоятельно практиковали то, чему он их обучил. С этими заявлениями несогласны некоторые из его бывших учеников. Они утверждают, что организация Ленца являлась типичной сектой. Эти люди стали содействовать ряду организаций антикультового движения, в частности CAN (Cult Awareness Network), и депрограммистам (например, Джо Шимхарту/ Joe Szimhart, который обвинён в похищении и насильственном удерживании последовательницы Ленца по имени Карен Левер / Karen Lever) . Ленц и его последователи называли подобные организации антикультового движения «группами ненависти», а депрограммистов — «похитителями людей».
Многие его бывшие последователи не вошли в состав «групп ненависти», не прекратили заниматься медитацией и используют знания, полученные от Ленца, но, тем не менее, посчитали необходимым предать огласке некоторые аспекты жизни своего экс-наставника .

## Смерть
Фредерик Ленц скончался 12 апреля 1998 года. Он утопился в заливе рядом со своим домом в поселке Олд Филд на Лонг-Айленде, предварительно приняв огромную дозу медицинских препаратов. Согласно различным сообщениям, Ленц принял или фенобарбитал, или от 80 до 150 таблеток валиума . Вместе с ним, во время смерти, была 33-летняя модель и его преданная ученица по имени Бринн Лэйси (Brinn Lacey), которая, согласно полицейскому рапорту, была вся покрыта синяками. Лэйси сообщила, что смерть Ленца была актом самоубийства . Три терьера, владельцем которых являлся Ленц, были обнаружены в районе места трагедии. Собаки были также накормлены фенобарбиталом, однако, по крайней мере, одна из них полностью выздоровела. Согласно изданию Psychology Today, полиция обнаружила труп Ленца, одетого в костюм и галстук; также на нём был надет собачий ошейник с медальоном, подтверждающим своевременную вакцинацию против бешенства .
Состояние, оставшееся после смерти Ленца, было оценено в 18 млн долларов .